# Scopula insolata
Scopula insolata är en fjärilsart som beskrevs av Butler 1889. Scopula insolata ingår i släktet Scopula och familjen mätare. Inga underarter finns listade.